# 643
Évszázadok: 6. század – 7. század – 8. század
Évtizedek: 590-es évek – 600-as évek – 610-es évek – 620-as évek – 630-as évek – 640-es évek – 650-es évek – 660-as évek – 670-es évek – 680-as évek – 690-es évek
Évek: 638 – 639 – 640 – 641 –  642 – 643 – 644 – 645 – 646 – 647 – 648

## Események

### Bizánci Birodalom
- Az arabok Atropaténéből betörnek Bizánci-Örményországba. A helyi erők főparancsnoka, Theodorosz Rstuni visszaveri a támadásukat, amiért II. Kónsztasz császár kinevezi őt Örményország fejedelmévé.
- II. Kónsztasz követséget küld Tang Taj-cung kínai császárhoz.
- Maurikiosz, Róma hercege fellázad és kikiáltja függetlenségét. A Ravennai Exarchátus kormányzója, Iszaakosz leveri a felkelést és Ravennában lefejezteti Maurikioszt.
- Rothari longobárd király elfoglalja a bizánciaktól a liguriai tengerpartot "Luna városától a frank határig".
- Egyiptom elfoglalása után az arab Amr ibn al-Ász lovasseregével betör Kürenaikába, de a nagyobb erődöket elkerülve csak Barsza városát foglalja el, majd az év végén egy hónapos ostrom után megszállja és kifosztja Tripolit (a várost a bizánciak később visszaveszik).

### Európa
- Rothari longobárd király kiadja a longobárd szokásjogot kodifikáló Edictum Rothari-t.
- A frank Austrasiában II. Leuthari alemann herceg meggyilkolja Otto majordomust, akinek a posztját a herceg felbujtója, Grimoald örökli.

### Kína
- Taj-cung császár egyik fia, Li Ju amiatti felháborodásában, ahogyan apja egyik minisztere bánt vele, megöli a minisztert és fellázad. Saját alárendeltjei azonban elfogják és a császár elé viszik, aki utasítja fiát, hogy kövessen el öngyilkosságot, 44 tanácsadóját pedig kivégezteti.
- Taj-Cung legidősebb fia és trónörököse, Li Cseng-csien attól tart, hogy apja kedvenc kilencedik fiát, Li Csit teszi meg trónörökösnek, ezért összeesküvést szervez a trón megszerzésére. Terve kiderül és a császár kivégezteti az összeesküvőket, de fiától csak a trónörökösi státuszt veszi el (és adja át Li Csinek).

## Születések
- Fa-cang, kínai buddhista főpap és teológus

## Halálozások
- Otto, frank majordomus

## Fordítás
- Ez a szócikk részben vagy egészben  a(z)   643 című angol Wikipédia-szócikk ezen változatának fordításán alapul.  Az eredeti cikk szerkesztőit annak laptörténete sorolja fel. Ez a jelzés csupán a megfogalmazás eredetét és a szerzői jogokat jelzi, nem szolgál a cikkben szereplő információk forrásmegjelöléseként.